# Benedict Vilakazi
Benedict Vilakazi (Soweto, 9 de agosto de 1982) é um futebolista sul-africano, que atua como meia.

## Carreira
Vilakazi representou o elenco da Seleção Sul-Africana de Futebol no Campeonato Africano das Nações de 2006.